# Museu de la Ciència de Valladolid
El Museu de la Ciència de Valladolid, situat al sud-oest de la ciutat de Valladolid, entre el marge dret del riu Pisuerga i l'avinguda de Salamanca, va obrir les portes el maig del 2003. És un museu de titularitat municipal, aixecat sobre els terrenys de Vistaverde, on es trobava l'antiga fàbrica de farines "El Palero", un complex industrial que va ser respectat parcialment per albergar l'exposició permanent del museu.
Els arquitectes Rafael Moneo i Enrique de Teresa van ser els responsables de la realització del projecte, amb la participació de Francisco Romero i Juan José Echevarría. El seu treball va donar lloc a singular complex arquitectònic referent de la divulgació científica a Castella i Lleó.